# Von Essenskarvet
Der Von Essenskarvet ist ein im Portnipa mit 2665 m gipfelnder Berg im ostantarktischen Königin-Maud-Land. Er ragt am südwestlichen Ende der Gjelsvikfjella auf.
Erste Luftaufnahmen des Bergs entstanden bei der Deutschen Antarktischen Expedition (1938–1939) unter der Leitung des Polarforschers Alfred Ritscher. Norwegische Kartografen, die ihn auch benannten, nahmen anhand von Luftaufnahmen und Vermessungen der Norwegisch-Britisch-Schwedischen Antarktisexpedition (1949–1952) und Luftaufnahmen der Dritten Norwegischen Antarktisexpedition (1956–1960) eine Kartierung vor. Namensgeber ist Reinhold Göran Johan David von Essen (1913–1970), Leiter der Einheit der Schwedischen Luftstreitkräfte bei der Norwegisch-Britisch-Schwedischen Antarktisexpedition.